# Hymenoplia jayenensis
Hymenoplia jayenensis är en skalbaggsart som beskrevs av Baguena 1954. Hymenoplia jayenensis ingår i släktet Hymenoplia och familjen Melolonthidae. Inga underarter finns listade i Catalogue of Life.